# Perná (Lešná)
Perná je vesnice, část obce Lešná v okrese Vsetín. Nachází se asi 1,5 km na severovýchod od Lešné. Je zde evidováno 97 adres. Trvale zde žije 254 obyvatel.
Perná leží v katastrálním území Perná u Valašského Meziříčí o rozloze 3,01 km2.

## Název
Jméno Perná patrně původně bylo pojmenováním nějakého vodního toku, který buď sloužil k praní prádla (tlučením do oděvů položených na kameny ve vodním korytu) nebo v něm bouřlivě tekoucí voda "prala" (narážela) do kamenů nebo břehů. Jméno vodního toku (mohlo to být původní jméno Slané vody tekoucí jižně od vesnice) bylo pak přeneseno na osadu ležící v její blízkosti.

## Historie
První písemná zmínka o obci pochází z roku 1355.
V obci stávala tvrz, po které dnes zbyly pouze nepatrné terénní náznaky. Od roku 1381 patřila tvrz zeměpánovi Hanušovi z Lešné, který ji pravděpodobně neobýval a ta tak časem zpustla.

## Pamětihodnosti
- Boží muka při čp. 36